# Roberto Ampuero (Fußballspieler)
Manuel Roberto Ampuero Urbina (* 12. Oktober 1940 in Santiago de Chile) ist ein ehemaliger chilenischer Fußballspieler. Der Mittelfeldspieler absolvierte zwei Länderspiele für Chile.

## Karriere

### Verein
Roberto Ampuero begann seine Profikarriere 1960 beim CD Magallanes, für den er bis 1967 spielte. Der Verein war mit Ausnahme der Saison 1961 in der Primera División vertreten. 
Ab 1968 spielte der Mittelfeldspieler in der Segunda División. Zunächst lief er für Lota Schwager auf, bevor er 1971 zum CD Ferroviarios wechselte. 1973 stand Ampuero bei Audax Italiano unter Vertrag und kehrte anschließend 1974 zu Ferroviarios zurück, wo er 1975 seine Karriere beendete.

### Nationalmannschaft
Ampuero debütierte im September 1967 für die chilenische Nationalmannschaft unter Trainer Alejandro Scopelli beim Freundschaftsspiel gegen die brasilianische Auswahl. Bei der 0:1-Niederlage wurde er für Roberto Hodge eingewechselt. Auch in seinem zweiten und letzten Länderspiel im Dezember 1967 gegen die Sowjetunion kam er als Einwechselspieler zum Einsatz.